# Partito Comunista del Nepal
Il Partito Comunista del Nepal (नेपाल कम्युनिष्ट पार्टी) fu fondato a Calcutta, in India, il 29 aprile 1949. I suoi membri, prevalentemente contadini, erano impegnati nella lotta contro la dinastia Rana e l'imperialismo. Il suo primo segretario fu Pushpa Lal Shrestha. Fu uno dei pochi partiti comunisti ad essere fondati dopo lo scioglimento del Comintern. 

## Storia
Il PCN giocò un ruolo importante nelle rivolte del 1951 che provocarono la caduta della dinastia Rana, incrementando il numero dei propri militanti. Dopo la rivolta di Raksha Dal del 1952, il Partito fu messo fuori legge il 24 gennaio. Alcuni dei suoi militanti fuggirono in India.
Nel 1954, il PCN tenne il suo I Congresso in clandestinità a Patan. Manmohan Adhikari fu eletto segretario generale.
Nell'aprile 1956, il bando fu revocato e il Partito poté tenere pubblicamente il proprio II Congresso Nazionale l'anno successivo a Kathmandu. In questa occasione, il Partito approvò un programma politico che rivendicava l'instaurazione della repubblica ed elesse Keshar Jung Rayamajhi nuovo segretario.
Sorprendentemente, Rayamajhi sostenne il colpo di Stato di Mahendra del 1960, che l'anno successivo portò al bando di tutti i partiti politici. Il Partito Comunista d'India criticò severamente queste posizioni di Rayamajhi, che vennero contestate anche dalla base del Partito, specialmente dopo che il re avviò una sistematica repressione del dissenso. Le posizioni filo-monarchiche di Rayamajhi portarono ad una grave crisi all'interno del Partito.
Il Comitato Centrale fu infine costretto a tenere una sessione plenaria a Darbhanga, India, che durò per ben un mese. Durante questa sessione, si scontrarono tre posizioni differenti: una fazione, guidata da Rayamajhi, rivendicava una monarchia costituzionale; una seconda fazione, guidata da Puspha Lal, voleva il ristabilimento del parlamento; una terza fazione, infine, guidata da Moham Bikran Singh, rivendicava l'istituzione di un'Assemblea Costituente. La linea di Singh ottenne la maggioranza dei consensi, ma Singh stesso ne era l'unico rappresentante presso il Comitato Centrale.
Nell'aprile 1962, la fazione maggioritaria di Singh convocò un III Congresso Nazionale a Varanasi, dove approvò il programma per la rivoluzione democratica nazionale proposto da Tulsi Lal Amatya, che fu anche eletto segretario generale. Rayamajhi venne espulso dal Partito. Tuttavia, il Comitato Centrale (ancora egemonizzato da Rayamajhi) si rifiutò di riconoscere il Congresso e ne rifiutò le decisioni. Di fatto, vennero a crearsi due partiti: uno guidato da Amatya e uno guidato da Rayamajhi.
A seguito di diverse scissioni e riunificazioni, dal Partito Comunista Nepalese sono nati il Partito Comunista Unificato del Nepal (maoista) di ispirazione rivoluzionaria e fondato da Prachanda, il Partito Comunista del Nepal (Unificato Marxista-Leninista) (più moderato) guidato da Madhav Kumar Nepal e il Partito Comunista del Nepal.